# Jon Bell
Jon Bell (Rockville, 26 de agosto de 1997) es un futbolista estadounidense, nacionalizado jamaicano, que juega en la demarcación de defensa para el Seattle Sounders FC de la MLS.

## Selección nacional
El 11 de noviembre de 2023 hizo su debut con la selección de Jamaica en un partido amistoso contra Guatemala que finalizó con un resultado de empate a cero.

## Clubes
| Club                      | País           | Año       | Partidos | Goles |
| ------------------------- | -------------- | --------- | -------- | ----- |
| FC Baltimore Christos     | Estados Unidos | 2019      | 5        | 1     |
| New England Revolution II | Estados Unidos | 2020-2021 | 18       | 0     |
| New England Revolution    | Estados Unidos | 2021-2022 | 29       | 2     |
| St. Louis City 2          | Estados Unidos | 2023      | 4        | 0     |
| St. Louis City SC         | Estados Unidos | 2023      | 5        | 0     |
| Tacoma Defiance           | Estados Unidos | 2024      | 2        | 0     |
| Seattle Sounders FC       | Estados Unidos | 2024-     | 7        | 0     |